# دم‌بادبزنی رگه‌دار
دم‌بادبزنی رگه‌دار (نام علمی: Rhipidura verreauxi) نام یک گونه از سرده دم‌بادبزنی است.

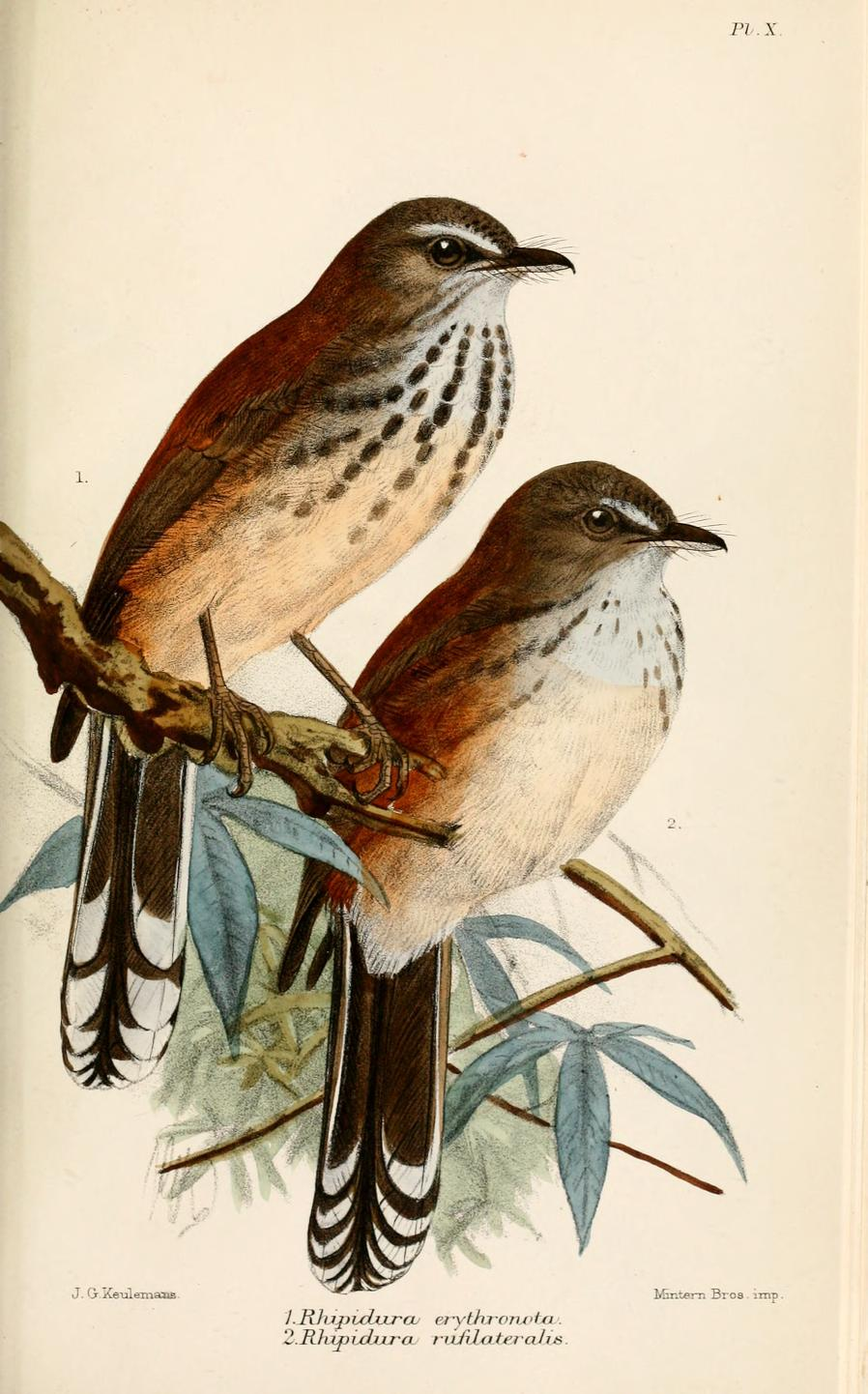
نگاره توسط Keulemans, 1879